# Stazione di Mondo-Yakujin
La stazione di Mondo-Yakujin (門戸厄神駅?, Mondo-Yakujin-eki) è una fermata ferroviaria delle Ferrovie Hankyū situata nella città di Nishinomiya, nella prefettura di Hyōgo, e serve la linea Imazu delle Ferrovie Hankyū.

## Linee
Ferrovie Hankyū
■ Linea Hankyū Imazu

## Struttura
La stazione è dotata di due binari passanti con due marciapiedi laterali in superficie collegati da sottopassaggio.
| Bin. ovest | ■ Linea Imazu | per Nigawa, Sakasegawa e Takarazuka               |
| Bin. est   | ■ Linea Imazu | per Nishinomiya-Kitaguchi, Hanshin-Kokudō e Imazu |

## Stazioni adiacenti
| «                 | Servizio          | »                     |
| Linea Hankyū Kobe | Linea Hankyū Kobe | Linea Hankyū Kobe     |
| ----------------- | ----------------- | --------------------- |
| Kōtōen            | Locale            | Nishinomiya-Kitaguchi |
| Kōtōen            | Semiespresso      | Tsukaguchi            |